# Libnotes (Libnotes) fastosa spinteris
Libnotes (Libnotes) fastosa spinteris is een ondersoort van de tweevleugelige Libnotes (Libnotes) fastosa uit de familie steltmuggen (Limoniidae). De ondersoort komt voor in het Australaziatisch gebied.